# Xiaolan Bao
Xiaolan Bao, née en 1949 à Rangoun en Birmanie, morte le 22 janvier 2006, était une historienne, enseignante et chercheuse birmano-américaine. Son domaine universitaire de recherche était l'histoire du travail des femmes chinoises et chinoises américaines.

## Biographie

### Jeunesse et éducation
Xiaolan Bao est née et a grandi à Rangoun, la capitale de la Birmanie. En 1975, elle a obtenu sa licence à l'université normale de la capitale à Pékin, suivie d'une maîtrise de l'université Jinan en 1981. En 1984, elle a poursuivi ses études à l'université de New York, où elle a obtenu un doctorat en histoire en 1991. Elle a poursuivi ses recherches sur les travailleuses chinoises du vêtement basées à New York après avoir terminé son doctorat. Xiaolan Bao pouvait parler le birman, l'anglais, le mandarin, le taishanais et plusieurs autres dialectes cantonais.

### Carrière
Le premier poste d'enseignante de Xiaolan Bao était à Albion College de 1991 à 1993. Ensuite, elle a été professeur d'histoire à la California State University Long Beach de 1993 à 1996. Son livre de 2001, Holding Up More Than Half the Sky, Chinese Women Garment Workers in New York City, 1948-1992, est considéré comme un travail important et révolutionnaire par de nombreux chercheurs dans son domaine, en particulier parce qu'il se concentre sur l'histoire du travail des Américains d'origine asiatique,,,.
Xiaolan Bao a également été la fondatrice d'une organisation internationale basée aux États-Unis, la Société chinoise pour les études des femmes (CSWS). Elle et Wu Xu ont organisé plusieurs collaborations entre le CSWS et diverses institutions chinoises, leur financement provenant de la Fondation Ford. Ces collaborations comprenaient la Première Conférence sur les femmes chinoises et le développement en 1993, coparrainée avec le Center for Women's Studies de l'Université normale de Tianjin, qui s'est concentrée sur le concept de genre et a conduit à la publication d'un certain nombre d'ouvrages, dont Xifang nüxing zhuyi pingjie de Bao (On Western Feminist Research) qui a eu de l'influence dans les cercles féministes en Chine. En 1997, à Nanjing, les participants à la Deuxième Conférence sur les femmes chinoises et le développement ont cherché à identifier et à intégrer la pensée féministe occidentale contemporaine dans les études universitaires chinoises. Enfin, en 1998, Xiaolan Bao et Wu Xu ont collaboré avec l'Institut d'études féminines de la Fédération des femmes du Sichuan pour réunir des spécialistes des études de genre et des spécialistes du développement connaissant la Chine lors de l'Atelier participatif sur le genre, la pauvreté et le développement rural à Chengdu.

### Décès, hommages
Bao est morte d'un cancer du sein le 22 janvier 2006,.
La Bourse commémorative Xiaolan Bao, honorant la recherche sur les femmes asiatiques ou asiatiques américaines, est ainsi nommée en son honneur.

## Œuvres principales
- Xiaolan Bao, Not June Cleaver : Women and Gender in Postwar America, 1945–1960, Philadelphia, Pennsylvania, Temple University Press, 1994, 411 p. (ISBN 978-1-56639-170-2), « When Women Arrived: The Transformation of New York's Chinatown ».
- Xiaolan Bao, dir., Xifang niixingzhuyi yanjiu pingjie [An introduction to Western feminist scholarship], Pékin, Sanlian Bookstore, 1995.
- Xiaolan Bao, Holding Up More Than Half the Sky : Chinese Women Garment Workers in New York City, 1948-92, Urbana: University of Illinois Press, 2001, 330 p. (ISBN 978-0-252-02631-7, lire en ligne ).
- Xiaolan Bao, Sweatshop USA : The American Sweatshop in Historical and Global Perspective, New York, Routledge, 2003, 300 p. (ISBN 978-0-415-93560-9, lire en ligne ), « Sweatshops in Sunset Park: A Variation of the Late-Twentieth-Century Chinese Garment Shops in New York City ».
- Xiaolan Bao, Remapping Asian American History, Walnut Creek, California, AltaMira Press, 2003 (ISBN 978-0-7591-0479-2), « Revisiting New York's Chinatown, 1900-1930 ».
- Xiaolan Bao, Asian/Pacific Islander American Women : A Historical Anthology, New York, New York University Press, 2003, 426 p. (ISBN 978-0-8147-3632-6, lire en ligne), « Politicizing Motherhood: Chinese Garment Workers' Campaign For Daycare Centers in New York City, 1977-1982 ».
- Xiaolan Bao, How Did Chinese Women Garment Workers in New York City Forge a Successful Class-Based Coalition During the 1982 Contract Dispute? (Document), Binghamton, New York, State University of New York, 2005 (OCLC 469854165).